# Gnoma
Gnoma is een kevergeslacht uit de familie van de boktorren (Cerambycidae). De wetenschappelijke naam van het geslacht werd voor het eerst geldig gepubliceerd in 1801 door Fabricius.

## Soorten
Gnoma omvat de volgende soorten:
- Gnoma variegata Montrouzier, 1861
- Gnoma admirala Dillon & Dillon, 1951
- Gnoma affinis Guérin-Méneville, 1831
- Gnoma agroides Thomson, 1860
- Gnoma atomaria Guérin-Méneville, 1834
- Gnoma australis Schwarzer, 1926
- Gnoma boisduvali Plavilstshikov, 1931
- Gnoma geelvinka Dillon & Dillon, 1951
- Gnoma gilmouri Dillon & Dillon, 1951
- Gnoma jugalis Newman, 1842
- Gnoma longicollis (Fabricius, 1787)
- Gnoma luzonicum Erichson, 1834
- Gnoma malasiaca Breuning, 1983
- Gnoma minor Gressitt, 1952
- Gnoma nicobarica Breuning, 1936
- Gnoma pulverea Pascoe, 1866
- Gnoma sticticollis Thomson, 1857
- Gnoma sublaevifrons Schwarzer, 1926
- Gnoma suturalis Westwood, 1831
- Gnoma suturifera Schwarzer, 1929
- Gnoma thomsoni Dillon & Dillon, 1951
- Gnoma uniformis Dillon & Dillon, 1951
- Gnoma vittaticollis Aurivillius, 1924
- Gnoma zonaria (Linnaeus, 1758)